# منظمة غير هادفة للربح
المنظمة غير الهادفة للربح (بالإنجليزية: Not-for-profit organization)‏ هي كيان قانوني لا يوزع الأموال الفائضة على أعضائه ويُوسس لتحقيق أهداف محددة. لا تكسب المنظمة ربحًا لأصحابها، حيث يجب إعادة أي إيرادات ناتجة عن أنشطتها إلى المنظمة.
في حين أن المنظمات غير الهادفة للربح والمنظمات غير الربحية هي كيانات قانونية متميزة، يستخدم المصطلحين أحيانًا بالتبادل. يجب تمييز منظمة غير هادفة للربح عن منظمة غير ربحية حيث قد لا تأسس بشكل صريح للسلع العامو مثل منظمة غير ربحية، وتعتبر منظمة غير هادفة للربح "منظمات ترفيهية"، مما يعني أنها لا تعمل بهدف توليد الدخل على عكس المنظمات غير الربحية.

## المهام
لا يقع على "المنظمة غير الهادفة للربح" نفس التزام "المنظمة غير الربحية التي تقدّم السلع العامة، وعلى هذا النحو يمكنها الحصول على حالة الإعفاء الضريبي كمنظمة تخدم أعضائها وليس لديها هدف توليد ربح. مثال على ذلك هو النادي الرياضي، الذي يوجد لتمتع أعضائه وبالتالي سيعمل بشكل جيد مثل المنظمة غير هادفة للربح، مع إعادة استثمار الإيرادات في تحسين المنظمة.
تقدم هذه المنظمات عادةً طلبًا للإعفاء الضريبي في الولايات المتحدة بموجب القسم (501 ج 7) من قانون الإيرادات الداخلية [الإنجليزية] باعتبارها نوادي اجتماعية. تشمل المشاريع المشتركة التي تأسسها المنظمات غير الهادفة للربح ما يلي:
- الجمعيات الخيرية
- الأندية الرياضية
- مؤسسات الصالح العام
- مدارس خاصة
- الجامعات
- المتاحف
- الكنائس
- منظمات الرعاية الاجتماعية

## مقالات ذات صلة
- منظمة 501(c)
- تنظيم اجتماعي
- جمع تبرعات
- تنظيم متبادل [الإنجليزية]
- غير تجاري
- منظمة غير حكومية
- قوانين المنظمات غير الربحية حسب الاختصاص [الإنجليزية]
- المنظمات غير الهادفة للربح والوصول إلى المعلومات العامة [الإنجليزية]
- تقنية العمل الخيري
- مؤسسة غير ربحية ذات منفعة عامة
- منظمة داعمة (خيرية) [الإنجليزية]
- قوانين المنظمات غير الربحية في الولايات المتحدة [الإنجليزية]
- قطاع طوعي